# 시저우향

시저우 향의 위치

시저우향(한국어: 계주향, 중국어: 溪州鄉, 병음: Xīzhōu Xiāng)은 중화민국 장화 현의 향이다. 넓이는 75.831km2이고, 인구는 2015년 8월 기준으로 30,568명이다.

## 지리
장화 현의 최남단에 위치하고 남쪽은 줘수이시(濁水溪)를 경계로 윈린 현과 접한다.

## 교통
- 국도 1호선